# Lamborghini Reventon
Lamboghini Reventón (uttalat Rebenton) är en supersportbil från Lamborghini. Bilen har en 6.5 liters V12 med 650 hk. Den är baserad på den tidigare modellen Lamborghini Murciélago LP640. Den har tillverkats i 20 exemplar och kostar 1 000 000 euro (2015).  
Liksom alla andra Lamborghini-modeller så har även Reventón fått sitt namn efter en spansk tjur. Reventón var en tjur som dödade sin matador under en tjurfäktning år 1943. Men ordet reventón  är också ett spanskt ord som betyder "liten explosion".
Bilen accelererar från 0–100 km/h på 3,4 sekunder och har en angiven topphastighet på 340 km/h. 